# Barta György
Barta György (Poprád, 1915. október 29. – Budapest, 1992. október 21.) magyar geofizikus, egyetemi tanár, akadémikus. 

## Pályafutása
1939-ben a Budapesti Tudományegyetem Bölcsészeti Karának mennyiségtan-természettan szakán szerzett tanári oklevelet. 1947-ben a debreceni Tudományegyetemen szerzett doktorátust. 1952-ben a műszaki tudomány kandidátusa, 1956-ban a tudomány doktora fokozatot szerezte meg. A Magyar Tudományos Akadémia 1970-ben választotta levelező, 1982-ben rendes tagjává.

## Munkássága
Legfontosabb kutatási területe a Föld két legfontosabb erőterének, a mágneses erőtérnek és a gravitációs erőtérnek a vizsgálata volt. Végzése után a Magyar Állami Meteorológiai és Földmágnességi Intézet munkatársaként dolgozott. 1940-ben részt vett Ógyallán az Obszervatóriumban, majd 1943-ban az Erdélyben végzett mágneses területi felmérésekben. A negyvenes évek végén a budakeszi obszervatóriumban földmágneses regisztráló állomást létesített.
A II. világháború után az Országos Meteorológiai Intézetbe került, ahol újjászervezte a földmágneses szolgálatot. 1949-ben megkezdte az ország földmágneses alaphálózat kiépítését.  1950-től az Eötvös Loránd Geofizikai Intézet munkatársa volt. Ekkor hozta létre a tihanyi Geofizikai Obszervatóriumot, amely  1953-ban kezdte meg működését. Fontos szerepet játszott a mágneses obszervatórium létrehozásában Vaján és Nagycenken is.
1971-től az Eötvös Loránd Tudományegyetem Geofizika Tanszékének vezetője lett, a tanszéket 1985-ig vezette. 
Elméleti tudományos tevékenységében a földmágneses jelenségeket vizsgálta. Elemezte a világ mágneses obszervatóriumainak adatsorait és ezekből a világon elsőként ismerte föl a földi mágneses tér 50 év körüli periódusidejű szekuláris változásait. Fontosak más földi erőterekkel kapcsolatos vizsgálatai is. A hatvanas évek közepén megjelentek a Föld alakját vizsgáló mesterséges holdak mérési eredményei is. Ezek fölhasználásával a földalak, a geoid pontosabb megismerése vált lehetővé. Barta György bekapcsolódott a földi erőterek évszázados változásának és a földi erőterek közötti kapcsolatnak a vizsgálatába is. 
Kutatási eredményeiről mintegy 300 publikáció jelent meg.

## Közéleti tevékenysége
Tiszteleti elnöke volt a Magyar Geofizikusok Egyesületének. Tagja volt az MTA Geofizikai Bizottságának, melynek több cikluson át az elnöki tisztét is betöltötte. Tagja, alelnöke, majd elnöke volt az MTA Geonómiai Bizottságának, majd a Geonómiai Bizottságból kialakított Természetfejlődési Bizottságnak is. Ugyancsak tagja volt az MTA Fizikai Bizottságának is, és ellátta a Gravitációs albizottság elnöki teendőit is. 1971-75 között tagja volt a COSPAR héttagú elnökségének. 1971-től 1980-ig a Nemzetközi Geodinamikai Program 6. munkacsoportját is irányította. Az International Academy of Astronautics (Pans) levelező tagjává választotta.

## Elismerései

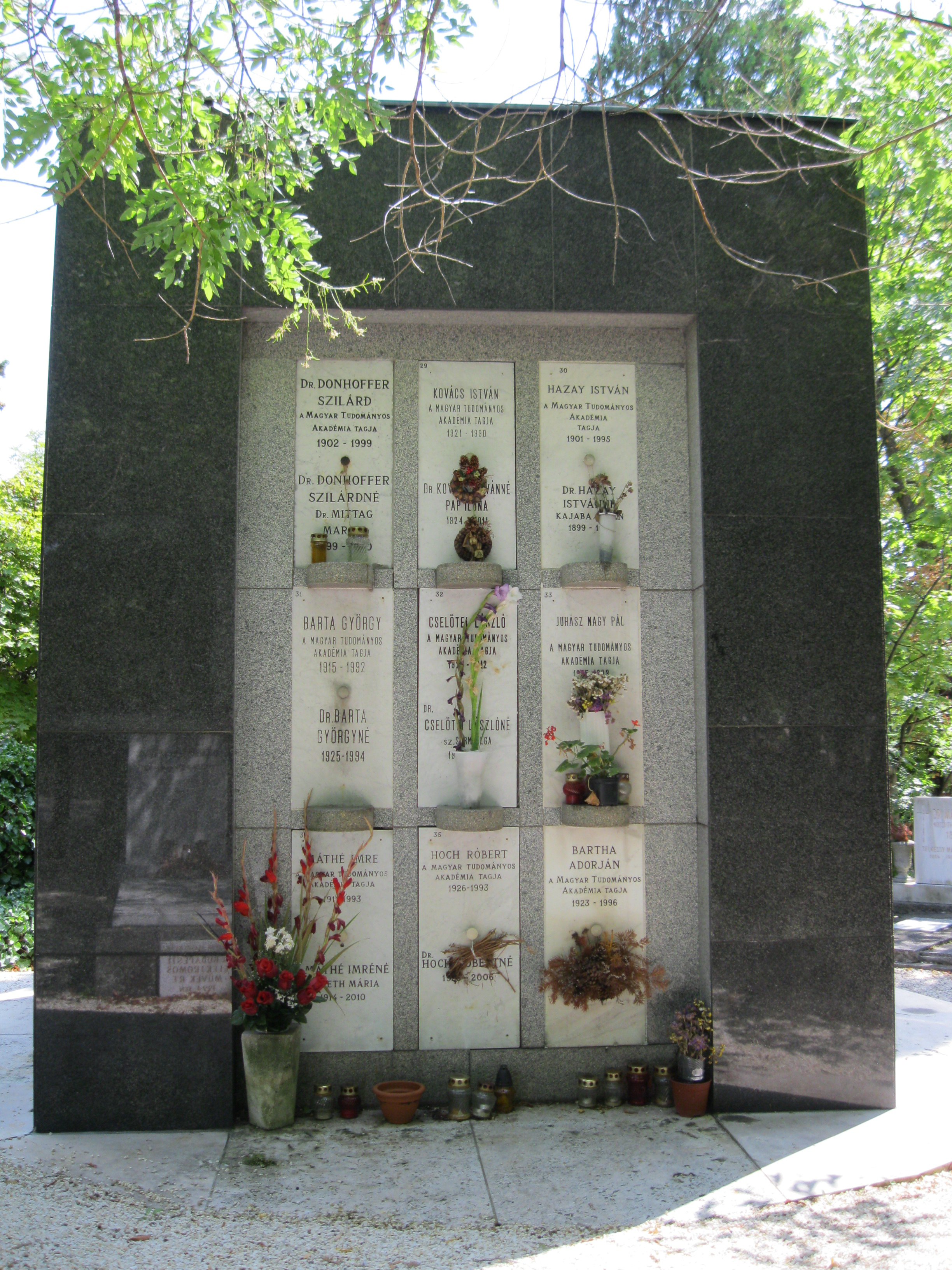
A Farkasréti temető urnaháza. Itt található Barta György urnafülkéje is

- Állami Díj, II. fokozat 1973 – A föld mágneses és gravitációs erőtereinek vizsgálataiban elért alapvető eredményeiért.
- Eötvös Emlékérem (a Magyar Geofizikusok Egyesületében), 1966-ban
- Steiner Lajos Emlékérem (a Magyar Meteorológiai Társaságban)
- Gauss Emlékérem (az NDK Tudományos Akadémiájában), 1977-ben
- Humboldt Emlékérem (az NDK Tudományos Akadémiájában), 1984-ben
- Eötvös Loránd Emlékérem (Eötvös Loránd Tudományegyetem) 1986-ban
- Einstein Emlékérem (az International Academy Foundation, USA) 1990-ben.

## Munkái
- Barta Gy., Balázs B. (1979): Kozmikus fizika, Egyetemi jegyzet, Tankönyvkiadó, Budapest
- Barta Gy., Béll B., Pécsi M. (1975): A magyar földtudomány szerepe a nemzetközi együttműködésben. MTA X. Osztályának Közleményei. 8, 1–2, 129–143.
- Barta Gy. (1975): A Föld mágneses tere okáról, A Magyar Tudományos Akadémia Föld- és Bányászati Tudományok Osztályának közleményei, 8. 1-2. 105.
- Barta Gy., Hajósy A. (1969, 1972): A földalak fizikai hátteréről I-II. Fizikai Szemle, 1969/102, 1977/182
- Barta Gy. (1960): A földmágnességgel kapcsolatos kutatásokról. Fizikai Szemle, 1960/291
- Barta Gy. (1964): A földmágneses tér és más földfizikai jelenségek évszázados változásáról. Fizikai Szemle, 1964/44
- Barta Gy. (1969): Eötvös Loránd geofizikai kutatásainak mai vonatkozásairól. Fizikai Szemle, 1969/289
- Barta Gy. (1971): A mesterséges holdak mérései és a Föld belső szerkezete. Fizikai Szemle, 1971/231
- Barta Gy. (1984): A földmag néhány sajátsága a Föld erőtereinek vizsgálata alapján : akadémiai székfoglaló : 1983. február 7.. Akadémiai Kiadó, 1984